# PGC 2181312
LEDA/PGC 2181312 ist eine Galaxie im Sternbild Andromeda am  Nordsternhimmel. Sie ist schätzungsweise 1,6 Milliarden Lichtjahre von der Milchstraße entfernt und hat einen Durchmesser von etwa 180.000 Lichtjahren. Vom Sonnensystem aus entfernt sich das Objekt mit einer errechneten Radialgeschwindigkeit von näherungsweise 36.000 Kilometern pro Sekunde.

## Galaktisches Umfeld
| Nr. | Galaxie                 | Alternativname             | Rek           | Dek           | Distanz/asec |
| --- | ----------------------- | -------------------------- | ------------- | ------------- | ------------ |
| →   | LEDA/PGC 2181312        | 2MASX J02394680+4127084    | 02h39m46.84s  | +41d27m08.6s  | 0            |
| 1   | NGC 1005                | PGC 10062                  | 02h39m29.20s  | +41d29m20.3s  | 262.03       |
| 2   | LEDA/PGC 2179231        | 2MASX J02395808+4119114    | 02h39m58.07s  | +41d19m11.4s  | 492.90       |
| 3   | LEDA/PGC 2178998        | 2MASX J02394104+4118244    | 02h39m41.03s  | +41d18m24.5s  | 528.05       |
| 4   | LEDA/PGC 2178895        | 2MASX J02393607+4118024    | 02h39m36.08s  | +41d18m02.7s  | 558.39       |
| 5   | LEDA/PGC 2178789        | 2MASX J02393315+4117393 ID | 02h39m33.14s  | +41d17m39.3s  | 589.82       |
| 6   | LEDA/PGC 2180784        | 2MASX J02404011+4125009    | 02h40m40.12s  | +41d25m01.1s  | 612.70       |
| 7   | LEDA/PGC 2183227        | 2MASX J02402571+4134240    | 02h40m25.71s  | +41d34m23.9s  | 616.55       |
| 8   | NGC 1000                | PGC 10028                  | 02h38m49.743s | +41d27m34.86s | 643.07       |
| 9   | LEDA/PGC 2182555        | 2MASX J02384770+4131542    | 02h38m47.73s  | +41d31m54.4s  | 723.66       |
| 10  | LEDA/PGC 2184614        | 2MASX J02394554+4139184    | 02h39m45.55s  | +41d39m18.2s  | 730.15       |
| 11  | LEDA/PGC 2180233        | 2MASX J02405010+4122503    | 02h40m50.11s  | +41d22m50.7s  | 755.95       |
| 12  | LEDA/PGC 10047          | UGC 2135                   | 02h39m11.03s  | +41d14m44.3s  | 846.33       |
| 13  | NGC 1001                | PGC 10050                  | 02h39m12.65s  | +41d40m18.2s  | 878.56       |
| 14  | NGC 995                 | PGC 10008                  | 02h38m32.04s  | +41d31m45.3s  | 885.55       |
| 15  | 2MASX J02384262+4136182 | WISEA J023842.63+413618.0  | 02h38m42.62s  | +41d36m18.2s  | 907.43       |